# ورنر روث (فوتبال)
ورنر روث (انگلیسی: Werner Roth؛ زادهٔ ۴ آوریل ۱۹۴۸) یک بازیکن فوتبال اهل کشور ایالات متحده آمریکا است.
از فیلم‌ها یا برنامه‌های تلویزیونی که وی در آن نقش داشته است می‌توان به فرار به سوی پیروزی اشاره کرد.
وی همچنین در تیم ملی فوتبال ایالات متحده آمریکا بازی کرده است.